# NGC 158
NGC 158 este o stea dublă situată în constelația Balena. A fost descoperită în anul 1882 de către Wilhelm Tempel.